# Metacomunicazione
Per metacomunicazione (dal greco μετὰ, meta = oltre, e dal latino cum = con, e munire = legare, costruire) si intende, in psicologia, una comunicazione di secondo livello, relativa alla comunicazione stessa.
È un concetto introdotto dagli psicologi della scuola di Palo Alto per rendere conto della complessità della comunicazione, della sua dinamica, delle sue disfunzioni e patologie.
Gregory Bateson la definisce come "l'insieme di tutti gli indici e proposizioni scambiati in relazione alla (a) codifica e (b) relazione tra i comunicatori".
Metacomunicare adeguatamente è una competenza che si rivela molto spesso utile nel porre rimedio a disagi comunicativi attinenti in particolare alla gestione della relazione interpersonale.

## Esempi
Un esempio di comunicazione e metacomunicazione è quello in cui un'affermazione verbale (comunicazione verbale) è contraddetta da una non verbale (tono della voce o postura del corpo), che è metacomunicazione.
Per esempio, rientra nella comunicazione dire: «ti amo tantissimo», e rientra nella metacomunicazione dirlo con tono inespressivo e fare distratto. È evidente che la metacomunicazione è un livello di comunicazione più significativo della comunicazione, visto che è in grado di svuotarne i contenuti, o anche capovolgerli, in quanto cornice di riferimento. Il contrasto tra comunicazione e metacomunicazione può portare a situazioni patologiche, per esempio se il soggetto ricevente:
- non è in grado di percepire la contraddizione e quindi cade in stato confusionale;
- percepisce la contraddizione ma non è in grado di risolvere il conflitto che ne deriva, come accade nelle relazioni familiari patologiche.

## Origine del concetto
Si sostiene in genere che Bateson abbia inventato il termine, ma in realtà lui stesso lo attribuisce a Benjamin Lee Whorf. Bateson suggerì il significato del termine nel 1951, e poi elaborò una particolare variazione, nel 1956. Un fatto critico per Bateson era che ogni messaggio poteva avere un elemento metacomunicativo e, in genere, ogni messaggio conteneva informazioni metacomunicative su come interpretare altri messaggi. Non vide alcuna distinzione nel tipo di messaggio, solo una distinzione nella funzione.
Alcuni segnali metacomunicativi sono non verbali. Il termine "cinesica", riferito alla comunicazione del movimento del corpo e talvolta usato da Bateson, fu usato per la prima volta da Ray Birdwhistell, un antropologo che desiderava studiare il modo in cui le persone comunicano attraverso la postura, il gesto, la posizione e il movimento. Parte del lavoro di Birdwhistell riguardava il filmare persone in situazioni sociali e analizzarle per mostrare diversi livelli di comunicazione che non si vedevano chiaramente diversamente. La ricerca di Birdwhistell fu influenzata da Margaret Mead e Gregory Bateson; tutti e tre erano partecipanti alle Macy Conferences in Group Processes e sia Birdwhistell che Bateson fecero parte di una successiva collaborazione multidisciplinare, The Natural History of an Interview.
Dal 1952 al 1962, Bateson diresse un progetto di ricerca sulla comunicazione. Tale progetto prestò particolare attenzione ai paradossi logici tra cui il paradosso di Russell del 1901 e alla teoria di Russell dei tipi, ovvero la soluzione del paradosso. Bateson e i suoi collaboratori aprirono la strada al concetto di meta-comunicazione - qualcosa che significa cose diverse (spesso contraddittorie) a diversi livelli. Si ritiene che la meta-comunicazione sia una caratteristica dei sistemi complessi.

## Aree di ricerca

### Metalinguaggio e logica
Frits Staal ha collegato il termine al concetto di metalinguaggio, che si trova nella logica sia nelle tradizioni occidentali che indiane Staal considerava il termine metalinguaggio, o il suo equivalente tedesco o polacco, introdotto nel 1933 dal logico Alfred Tarski, al quale attribuisce il merito di aver reso evidente il suo vero significato.
La soluzione di Russell del 1902 al suo paradosso logico deriva in gran parte dal cosiddetto principio del circolo vizioso, secondo il quale nessuna funzione proposizionale può essere definita prima di specificare l'ambito di applicazione della funzione. In altre parole, prima di poter definire una funzione, è necessario innanzitutto specificare esattamente quegli oggetti a cui verrà applicata la funzione (il dominio della funzione). Ad esempio, prima di definire che il predicato "è un numero primo", è necessario innanzitutto definire la raccolta di oggetti che potrebbero soddisfare il predicato, vale a dire l'insieme, N, dei numeri naturali. Questa affermazione funziona come una definizione formale della funzione di metacomunicazione nella comunicazione.

### Il contesto come meta-segnalazione sul segnale primario
Ivan Pavlov aveva appreso che il suono della campana segnalava "il cibo è in arrivo" nel suo esperimento in cui i cani venivano addestrati a salivare sentendo suonare una campana. Ciò era ottenuto suonando una campana appena prima di dare da mangiare ai cani. Dopo aver ripetuto questa procedura per un po' di tempo, i cani salivavano dopo aver sentito il campanello, senza che fosse necessario presentare cibo.
Qualcosa che non viene spesso discusso nel contesto di questo esperimento è il fatto che i cani non salivavano se non indossavano un'imbracatura speciale. Quando esposti alla campana che suona senza indossare l'imbracatura, i cani non salivavano. I cani salivavano solo quando sentivano la campana mentre indossavano l'imbracatura. Il suono della campana era una comunicazione diretta di informazioni, ma anche il contesto della comunicazione trasmetteva informazioni.

### Teoria della comunicazione
Il concetto di metacomunicazione è stato anche collegato alla teoria della comunicazione. Mateus ha suggerito di vedere la metacomunicazione come una ridondanza auto-differenziante. Il concetto qui "descrive la comunicazione come un processo all'infinito in cui ogni comunicazione suppone sempre più comunicazione. La metacomunicazione è la risposta al livello di relazione della comunicazione ed è per questo che postuliamo la metacomunicazione come comunicazione ri-comunicante".

### Auto-referenzialità nei mass media
In uno studio del 2001, il concetto di metacomunicazione è stato usato per discutere di autoreferenzialità nei mass media che coprono la politica, ed è stato spiegato come conseguenza della presenza dei rappresentanti delle pubbliche relazioni politiche nei media stessi.

### Supervisione e metacomunicazione
In uno studio del 2013 sulla supervisione nell'istruzione superiore, gli autori hanno raccomandato la metacomunicazione come parte di uno stile di comunicazione trasparente.

## Il metamessaggio
Nelle opere di Bateson, il metamessaggio viene definito (1972) come un perfezionamento della sua precedente nozione di "segn[al]i umorali",  dai suoi lavori degli anni '50. Invocando la teoria dei tipi logici di Bertrand Russell, Bateson immaginava una gerarchia potenzialmente infinita di messaggi, metamessaggi, meta-metamessaggi e così via, con ogni metamessaggio che forniva in modo deterministico l'intero contesto per l'interpretazione dei messaggi subordinati. Essendo piuttosto tecnica, la sua definizione è stata fraintesa e il metamessaggio è stato recepito con lo stesso significato di sottotesto, specialmente nel campo della comunicazione aziendale. Inoltre, la teoria strettamente gerarchica di Bateson è stata criticata poiché non rifletterebbe alcuni fenomeni di comunicazione del mondo reale, in cui qualsiasi segnale (indipendentemente dal livello) può essere ingannevole.